# Ницети I
Ницети I је насеље у Италији у округу Катанија, региону Сицилија.
Према процени из 2011. у насељу је живело 230 становника. Насеље се налази на надморској висини од 253 м.